# ATT&CK
ATT&CK (pour Adversarial Tactics, Techniques, and Common Knowledge) est une base de connaissance aidant à modeler les tactiques et techniques utilisées par les cyberadversaires, ainsi qu'à comprendre comment les détecter et les stopper. Cette base de connaissance classifie et décrit les cyberattaques et les intrusions. Elle est créée et publiée par la société à but non lucratif MITRE en 2013.
Le cadre se compose de 14 catégories de tactiques constituées d'« objectifs techniques » d'un adversaire. Les exemples incluent l'élévation de privilèges et le commande et contrôle. Ces catégories sont ensuite décomposées en techniques et sous-techniques spécifiques.
Le cadre est une alternative à la Cyber Kill Chain développée par Lockheed Martin.

## Histoire
ATT&CK est créé en 2013 à la suite de l'expérience Fort Meade de MITRE, au cours de laquelle des chercheurs simulent le comportement de cyber-adversaires et de défenseurs afin d'améliorer la détection post-compromission des menaces grâce à la détection de la télémétrie et à l'analyse comportementale. Dans le but d’être capable de détecter des comportements documentés d'adversaires, ils développent la base de connaissance ATT&CK.

## Utilisation
MITRE ATT&CK est utilisé dans le monde entier dans de multiples disciplines, notamment la détection d'intrusion, la chasse aux menaces, l'ingénierie en cyber-sécurité, le renseignement sur les menaces, le red teaming et la gestion des risques.
Cette base permet de cartographier les comportements connus de groupes d'attaquants selon les phases d'une attaque, c'est-à-dire de la phase d'accès initial à celle de l'impact. Ces phases peuvent être effectuées sur plusieurs machines .

## Déclinaisons
MITRE ATT&CK comprend trois déclinaisons : 
- ATT&CK pour entreprises se concentre sur les comportements adverses dans les environnements Windows, Mac, Linux et Cloud.
- ATT&CK pour mobiles se concentre sur le comportement des adversaires sur les systèmes d'exploitation iOS et Android.
- ATT&CK pour ICS se concentre sur la description des actions qu'un adversaire peut entreprendre lorsqu'il opère au sein d'un réseau industriel.